# Tondalus' visioen

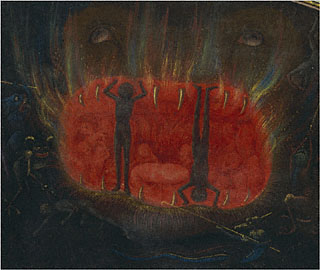
De toegang tot de hel, door Simon Marmion, uit Getty Tondal, detail.

Tondalus' visioen (Latijn: Visio Tungdali) is een 12e-eeuwse religieuze tekst over de buitenwereldse visie van de ridder Tondalus (ook bekend als "Tnugdalus", "Tundalus", "Tondolus" of  "Tundale"). Het was de populairste en meest uitgewerkte tekst in het genre van de middeleeuwse apocalyptische literatuur. Tussen de 12e en de 15e eeuw werd hij 43 keer uit het Latijn vertaald in 15 verschillende talen. De tekst verhaalt over de ridder Tondalus die een visioen krijgt van de hel en de hemel en zich afkeert van zijn zondig leven.

## Totstandkoming
De Latijnse tekst werd kort na 1149 door broeder Marcus, een Ierse monnik, neergeschreven in de Schottenkirche St. Jakob te Regensburg. Hij deelt mee dat hij het visioen rechtstreeks uit ridder Tondalus' mond heeft gehoord. De tekst zou een vertaling zijn uit het Iers, gemaakt op verzoek van de abt van Regensburg. Het verhaal speelt zich af in het jaar 1148 te Cork, Ierland.
Tondalus' visioen  is te situeren op het kruispunt van een Ierse literaire traditie van fantasieverhalen over buitenwereldse ervaringen, genaamd immram, en een christelijke traditie van visioenen over het hiernamaals en apocalyptiek.

## Het verhaal
De legende gaat over de Ierse ridder Tondalus, die in een toestand van schijndood een visioen had waarin hij door een engel gewezen wordt op de gevolgen van zijn wereldse leven. De engel leidt hem rond in de hel en wijst hem daar op een brug van twee mijl lang en slechts twee handpalmen (ca. 20 cm) breed, waarover zondaars een woest meer vol met bloeddorstige duivels moeten oversteken. Als Tondalus de engel vraagt wat dit te betekenen heeft antwoordt deze hem:

Desen torment es dine ende dijnre ghesellen die stelen lettel of vele, maer heven seere so ne dooghen si dese pine niet, het en ware of si sacrilegie daden. Doe vraghde tondalus: Wat heetti sacrilegye. Dinghel antwoordde: Die hiet steelt dat ghewijt es vanden gewijdden wertmen ghecondampneert van sacrilegien. Ende sonderlinghe die mesdoen onder dat abijt van religioene in onsuverheden van luxurien.

(‘Deze foltering is bestemd voor jou en je vrienden, die in meer of mindere mate hebben gestolen, maar toch hoeven zij deze straf niet te ondergaan, tenzij ze zich schuldig maken aan sacrilegie’. Toen vroeg Tondalus: ‘Wat is sacrilegie?’ De engel antwoordde: ‘Wie een gewijd object steelt van de Kerk wordt veroordeeld voor sacrilegie. En in het bijzonder zij die als kloosterlingen onkuisheden begaan’.)
— Tondalus' Visioen

Op het einde van het visioen gebiedt de engel Tondalus goed te onthouden wat hij gezien heeft, en dit door te vertellen aan zijn kompanen. Wanneer Tondalus terug bij bewustzijn komt, bekeert hij zich, als gevolg van zijn ervaring, tot een vrome levensstijl. 

## Middelnederlandse vertalingen
In zeven handschriften zijn drie Middelnederlandse prozavertalingen overgeleverd, waarvan de oudste dateert uit 1387:
- Tondalus' Visioen en St. Patricius' Vagevuur, eds. R. Verdeyen en J. Endepols, , 2 dln., Gent, 1914-1917

De Latijnse bewerking door Vincent van Beauvais (ca. 1244) is ook in het Middelnederlands vertaald voor een gedrukte editie in 1482. Voorts is er een berijmde vertaling.

## Voetnoten
1. ↑  Kren & S McKendrick, 112. 43 in Easting
2. ↑  Aangehaald in Bruyn, Eric de (2001) De vergeten beeldentaal van Jheronimus Bosch, 's-Hertogenbosch: Heinen, ISBN 90-70706-35-0, p. 63.